# Saison 4 d'iZombie
Chronologie
Saison 3 Saison 5
Cet article présente le guide des épisodes de la quatrième saison de la série télévisée américaine iZombie.

## Synopsis
Olivia « Liv » Moore est une jeune médecin urgentiste de Seattle transformée en zombie à la suite d'une soirée qui a mal tourné. Abandonnant sa prometteuse carrière, Olivia devient médecin légiste et ce métier lui permet de calmer sa faim et les voix dans sa tête en se nourrissant du cerveau des défunts. Mais, à chaque bouchée, elle hérite des souvenirs de la personne. Grâce à ce don, elle décide d'aider le lieutenant Clive Babineaux à résoudre des affaires de meurtres.

## Diffusion
- Aux États-Unis, la saison a été diffusée du 26 février 2018 au 28 mai 2018 sur le réseau The CW, et le lendemain au Canada et au Royaume-Uni sur Netflix.
- Au Québec, la saison est diffusée depuis le 11 janvier 2019 sur VRAK.
- En France, la saison a été diffusée du 19 novembre 2019 au 17 décembre 2019, puis les 3 derniers épisodes, le 7 janvier 2020 sur Warner TV (l'écart entre la diffusion de l'épisode 10 et l'épisode 11, est dû au fait que s'ils avaient continué leur programmation habituelle, ils auraient diffusé ces 3 derniers épisodes pour le réveillon de Noël puis du Nouvel an)

## Distribution

### Acteurs principaux
- Rose McIver (VF : Kelly Marot) : Olivia « Liv » Moore

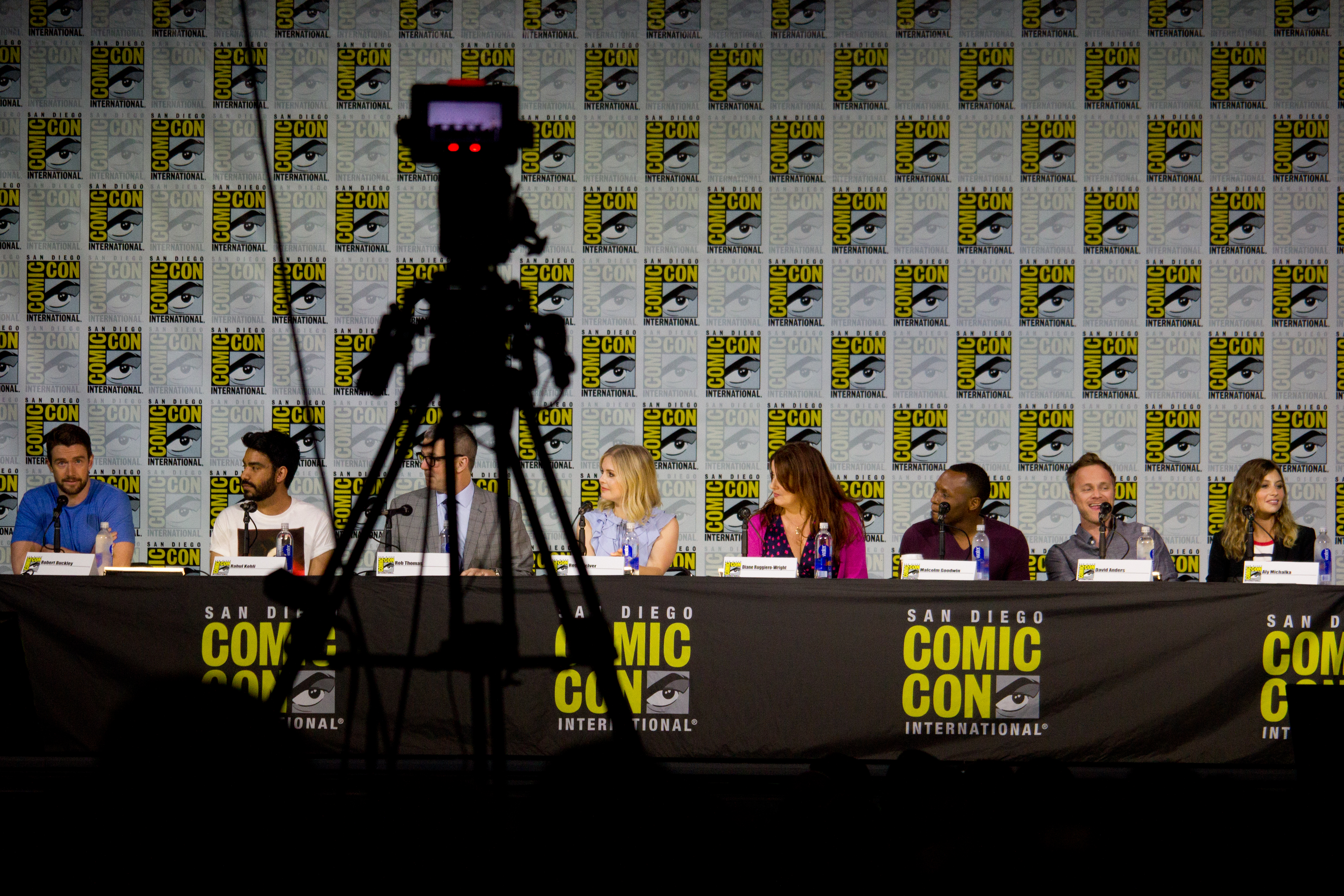
Les acteurs Robert Buckley, Rahul Kohli, Malcolm Goodwin, David Anders et Alyson Michalka autour de la star Rose McIver et les showrunners Diane Ruggiero-Wright et Rob Thomas au San Diego Comic-Con 2017.

- Malcolm Goodwin (VF : Diouc Koma) : Inspecteur Clive Babineaux
- Rahul Kohli (VF : Tanguy Goasdoué) : Dr Ravi Chakrabarti
- Robert Buckley (VF : Axel Kiener) : Major Lilywhite
- David Anders (VF : Denis Laustriat) : Blaine « DeBeers » McDonough (10 épisodes)
- Alyson Michalka (VF : Stéphanie Hédin) : Peyton Charles (10 épisodes)
- Robert Knepper (VF : Christian Visine) : Angus DeBeers[1] (11 épisodes)

### Acteurs récurrents et invités
- Bryce Hodgson (VF : Benjamin Gasquet) : Don Everhart (12 épisodes)
- Jessica Harmon (VF : Armelle Gallaud) : Dale Bozzio (11 épisodes)
- Jason Dohring (VF : Anatole de Bodinat) : Chase Graves (10 épisodes)
- Daniel Bonjour (VF : Pascal Nowak) : Levon Patch[2] (8 épisodes)
- Robert Salvador (VF : Nicolas Dangoise) : inspecteur Cavanaugh (8 épisodes)
- Jade Payton (VF : Ludivine Maffren) : Jordan (7 épisodes)
- Christie Laing (VF : Déborah Claude) : Michelle (6 épisodes)
- John Emmet Tracy (VF : Franck Monsigny) : Enzo Lambert (6 épisodes)
- Nathan Barrett (VF : François Santucci) : Tanner (6 épisodes)
- Melissa O'Neil (VF : Olivia Luccioni) : Suki (5 épisodes)
- Adam Greydon Reid (VF : Xavier Béja) : Hobbs (5 épisodes)
- Izabela Vidovic (en) (VF : Adeline Chetail) : Isobel (4 épisodes)
- Dawnn Lewis (VF : Françoise Pavy) : Mama Leone (4 épisodes)
- Kett Turton (VF : Stéphane Pouplard) : Vampire Steve (4 épisodes)
- Ryan Jefferson Booth (VF : Thierry Walker) : Dino (4 épisodes)
- Kurt Evans (VF : Xavier Fagnon) : Floyd Baracus (3 épisodes)
- Elfina Luk (VF : Charlotte Junière) : Joyce Collins (3 épisodes)
- Daran Norris (VF : Guillaume Orsat) : Johnny Frost (2 épisodes)
- Tanner Buchanan: Baron (1 épisode)
- Ella Cannon (VF : Audrey Sourdive) : Rachel Greenblatt (1 épisode)
- Enrico Colantoni (VF : Serge Biavan) : Lou Benedetto (1 épisode)
- Tongayi Chirisa (VF : Jean-Baptiste Anoumon) : Justin (1 épisode)
- Rachel Bloom (VF : Anaïs Delva) : Nellie[3] (1 épisode)

## Épisodes

### Épisode 1:Des Zombies et des hommes
- États-Unis : 26 février 2018 sur The CW[4]
- Canada,  Royaume-Uni : 27 février 2018 sur Netflix
- Québec : 11 janvier 2019 sur VRAK[5]
- France : 19 novembre 2019 sur Warner TV

- États-Unis : 990 000 téléspectateurs[6] (première diffusion)

- Jason Dohring (Chase Graves)
- Adam Kaufman (Harry Thorne)
- Ptolemy Slocum (Doc Greeley)
- Jessica Harmon (Dale Bozzio)
- Bryce Hodgson (Don E)
- Robert Salvador (Detective Cavanaugh)
- Kurt Evans (Floyd Baracus)
- Jade Payton (Jordan Gladwell)

### Épisode 2:Les Bleus
- États-Unis : 5 mars 2018 sur The CW
- Canada,  Royaume-Uni : 6 mars 2018 sur Netflix
- Québec : 18 janvier 2019 sur VRAK
- France : 19 novembre 2019 sur Warner TV

- États-Unis : 770 000 téléspectateurs[7] (première diffusion)

- Robert Knepper (Angus McDonough)
- Dawnn Lewis (Mama Leone)
- Linda Park (Mrs. Brinks' Chef)
- Ann Walker (Mrs. Brinks)
- Jessica Harmon (Dale Bozzio)
- Jade Payton (Jordan Gladwell)
- Jake Manley (Captain Seattle)
- Dan Payne (Carlton Clerg)
- Birkett Turton (Vampire Steve)

### Épisode 3:Voir Seattle et mourir,1repartie
- États-Unis : 12 mars 2018 sur The CW
- Canada,  Royaume-Uni : 13 mars 2018 sur Netflix
- Québec : 25 janvier 2019 sur VRAK
- France : 26 novembre 2019 sur Warner TV

- États-Unis : 760 000 téléspectateurs[8] (première diffusion)

- Robert Knepper (Angus McDonough)
- Jason Dohring (Chase Graves)
- Dawnn Lewis (Mama Leone)
- Sam Huntington (Allan Fox)
- Ryan Devlin (Dalton)
- Jessica Harmon (Dale Bozzio)
- Bryce Hodgson (Don E)
- Robert Salvador (Detective Cavanaugh)
- Gerard Plunkett (Guerra)

### Épisode 4:Voir Seattle et mourir,2epartie
- États-Unis : 19 mars 2018 sur The CW
- Canada,  Royaume-Uni : 20 mars 2018 sur Netflix
- Québec : 1er février 2019 sur VRAK
- France : 26 novembre 2019 sur Warner TV

- États-Unis : 730 000 téléspectateurs[9] (première diffusion)

- Jason Dohring (Chase Graves)
- Dawnn Lewis (Mama Leone)
- Bryce Hodgson (Don E)
- Robert Salvador (Detective Cavanaugh)
- Jade Payton (Jordan Gladwell)
- Jake Manley (Captain Seattle)
- Keenan Tracey (Tim)
- Giacomo Baessato (Russ Roche)
- Jaren Brandt Bartlett (Tucker Fritz)
- Nathan Barrett (Tanner)
- Chris Mackie (Bruce Holtz)

### Épisode 5:Dans la peau d'un goon
- États-Unis : 26 mars 2018 sur The CW
- Canada,  Royaume-Uni : 27 mars 2018 sur Netflix
- Québec : 8 février 2019 sur VRAK
- France : 3 décembre 2019 sur Warner TV

- États-Unis : 720 000 téléspectateurs[10] (première diffusion)

- Daniel Bonjour (Levon Patch)
- Dawnn Lewis (Mama Leone)
- Laura Bilgeri (Sloane Mills)
- Bryce Hodgson (Don E)
- Adam Greydon Reid (Hobbs)
- John Emmet Tracy (Enzo Lambert)
- Nathan Barrett (Tanner)

### Épisode 6:Le Retour de la reine
- États-Unis : 9 avril 2018 sur The CW
- Canada,  Royaume-Uni : 10 avril 2018 sur Netflix
- Québec : 15 février 2019 sur VRAK
- France : 3 décembre 2019 sur Warner TV

- États-Unis : 800 000 téléspectateurs[11] (première diffusion)

- Robert Knepper (Angus McDonough)
- Rachel Bloom (Nellie)
- Daniel Bonjour (Levon Patch)
- Daran Norris (Johnny Frost)
- Francis Capra (Baron)
- Jessica Harmon (Dale Bozzio)
- Bryce Hodgson (Don E)
- Robert Salvador (Detective Cavanaugh)
- Melissa O'Neil (Suki)

### Épisode 7:Liv libertine
- États-Unis : 16 avril 2018 sur The CW
- Canada,  Royaume-Uni : 17 avril 2018 sur Netflix
- Québec : 22 février 2019 sur VRAK
- France : 10 décembre 2019 sur Warner TV

- États-Unis : 810 000 téléspectateurs[12] (première diffusion)

- Laysla De Oliveira (Zoe Ward)
- Bar Paly (Amanda Lewis)
- Jessica Harmon (Dale Bozzio)
- Bryce Hodgson (Don E)
- Robert Salvador (Detective Cavanaugh)
- Kurt Evans (Floyd Baracus)
- Laysla De Oliveira (Zoe Ward)
- Bar Paly (Amanda Lewis)
- Adam Greydon Reid (Hobbs)
- Giacomo Baessato (Russ Roche)
- John Bregar (Max Roberts)
- Scott Patey (Seth)

### Épisode 8:La Chevalerie n'est plus
- États-Unis : 23 avril 2018 sur The CW
- Canada,  Royaume-Uni : 30 avril 2018 sur Netflix
- Québec : 1er mars 2019 sur VRAK
- France : 10 décembre 2019 sur Warner TV

- États-Unis : 680 000 téléspectateurs[13] (première diffusion)

- Eddie Jemison (Stacey Boss)
- Izabela Vidovic (Isobel Bloom)
- Matt Singletary (Mordecai)
- Jessica Harmon (Dale Bozzio)
- Bryce Hodgson (Don E)
- Giacomo Baessato (Russ Roche)
- Melissa O'Neil (Suki)

### Épisode 9:Mc Liv'ide
- États-Unis : 30 avril 2018 sur The CW
- Canada,  Royaume-Uni : 1er mai 2018 sur Netflix
- Québec : 8 mars 2019 sur VRAK
- France : 17 décembre 2019 sur Warner TV

- États-Unis : 680 000 téléspectateurs[14] (première diffusion)

- Izabela Vidovic (Isobel Bloom)
- James Jordan (Cain)
- Jessica Harmon (Dale Bozzio)
- Bryce Hodgson (Don E)
- Kurt Evans (Floyd Baracus)
- Jade Payton (Jordan Gladwell)
- Jake Manley (Fisher Webb)

### Épisode 10:Action Zombie
- États-Unis : 7 mai 2018 sur The CW
- Canada,  Royaume-Uni : 8 mai 2018 sur Netflix
- Québec : 15 mars 2019 sur VRAK
- France : 17 décembre 2019 sur Warner TV

- États-Unis : 780 000 téléspectateurs[15] (première diffusion)

- Izabela Vidovic (Isobel Bloom)
- Tim Chiou (AJ)
- Jessica Harmon (Dale Bozzio)
- Bryce Hodgson (Don E)
- Robert Salvador (Detective Cavanaugh)
- John Emmet Tracy (Enzo Lambert)
- Gina Stockdale (Frau Bader)
- Samuel Patrick Chu (Curtis)

### Épisode 11:Le Fou des germes
- États-Unis : 14 mai 2018 sur The CW
- Canada,  Royaume-Uni : 15 mai 2018 sur Netflix
- Québec : 22 mars 2019 sur VRAK
- France : 7 janvier 2020 sur Warner TV

- États-Unis : 720 000 téléspectateurs[16] (première diffusion)

- Izabela Vidovic (Isobel Bloom)
- Tim Chiou (AJ)
- Jessica Harmon (Dale Bozzio)
- Bryce Hodgson (Don E)
- Robert Salvador (Detective Cavanaugh)
- Jade Payton (Jordan Gladwell)
- Adam Greydon Reid (Hobbs)
- Al Sapienza (Bill Charles)
- Jill Teed (Emily Charles)

### Épisode 12:Constante de planque
- États-Unis : 21 mai 2018 sur The CW
- Canada,  Royaume-Uni : 22 mai 2018 sur Netflix
- Québec : 29 mars 2019 sur VRAK
- France : 7 janvier 2020 sur Warner TV

- États-Unis : 640 000 téléspectateurs[17] (première diffusion)

- Jessica Harmon (Dale Bozzio)
- Bryce Hodgson (Don E)
- Robert Salvador (Detective Cavanaugh)
- Jade Payton (Jordan Gladwell)
- Adam Greydon Reid (Hobbs)
- John Emmet Tracy (Enzo Lambert)

### Épisode 13:Aux hommes de bonne volonté
- États-Unis : 28 mai 2018 sur The CW
- Canada,  Royaume-Uni : 29 mai 2018 sur Netflix
- Québec : 5 avril 2019 sur VRAK
- France : 7 janvier 2020 sur Warner TV

- États-Unis : 740 000 téléspectateurs[18] (première diffusion)

- Daran Norris (Johnny Frost)
- Daniel Bonjour (Levon Patch)
- Tongayi Chirisa (Justin)
- Mather Zickel (FURY Reporter)
- Jessica Harmon (Dale Bozzio)
- Bryce Hodgson (Don E)
- Jade Payton (Jordan Gladwell)